# DeWitt (Arkansas)
DeWitt város az USA Arkansas államában, Arkansas megyében, melynek Stuttgarttal együtt megyeszékhelye is. Lakosainak száma 3056 fő (2020. április 1.).

## Népesség
A település népességének változása:
| Lakosok száma | 169  | 3292 | 3056 |
|               | 1880 | 2010 | 2020 |